# 普爾赫利
普爾赫利（Pwllheli）是威爾斯的一個城鎮，位於威爾斯西北部格溫內斯麗茵半島。2011年普爾赫利有人口4,076人。這裡81%的人口使用威爾斯語。普爾赫利是威爾斯黨的創建地之一。